# Theo Berghout
Theodoor Hendrik Johan (Theo) Berghout (Rotterdam, 4 juni 1906 – gemeente Bloemendaal, 14 februari 1959) was een Nederlands muzikant.
Hij werd geboren binnen het gezin van musicus Johan Berghout en Anthonia Sophia Verbiest. Zijn broer Henk Berghout en zus Phia Berghout werden ook musici. Theo Berghout kreeg zijn vioolopleiding van Julius Röntgen en Henri Marteau. Hij maakte zijn podiumdebuut waarschijnlijk in 1918. Hij heeft in de jaren twintig en dertig  deelgenomen aan een aantal concerten, waarvan ook een gedeelte op de radio te beluisteren viel (samen met zus Phia in 1933). Hij verdween daarna van het concertpodium. Hij legde zich toe op muziekles geven te Arnhem en Velp.
Van zijn hand verscheen een aantal werkjes:
- Mijn eerste stukje uit 1913 in A majeur ter gelegenheid van de verjaardag van zijn moeder; hij was toen 7 jaar oud (manuscript bij het Nederlands Muziekinstituut)
- Hollandsch dansje, menuet voor piano (opus 1, uitgegeven door Augener)
- Elegie voor viool en piano (opus 3, uitgegeven door Augener, was bijlage bij het Britse Monthly Musical Record[2])
- Andacht, in 1932 uitgevoerd door Corry Rietveld en Henk Berghout